# Semiothisa bipunctata
Semiothisa bipunctata là một loài bướm đêm trong họ Geometridae.